# Ronald Perelman

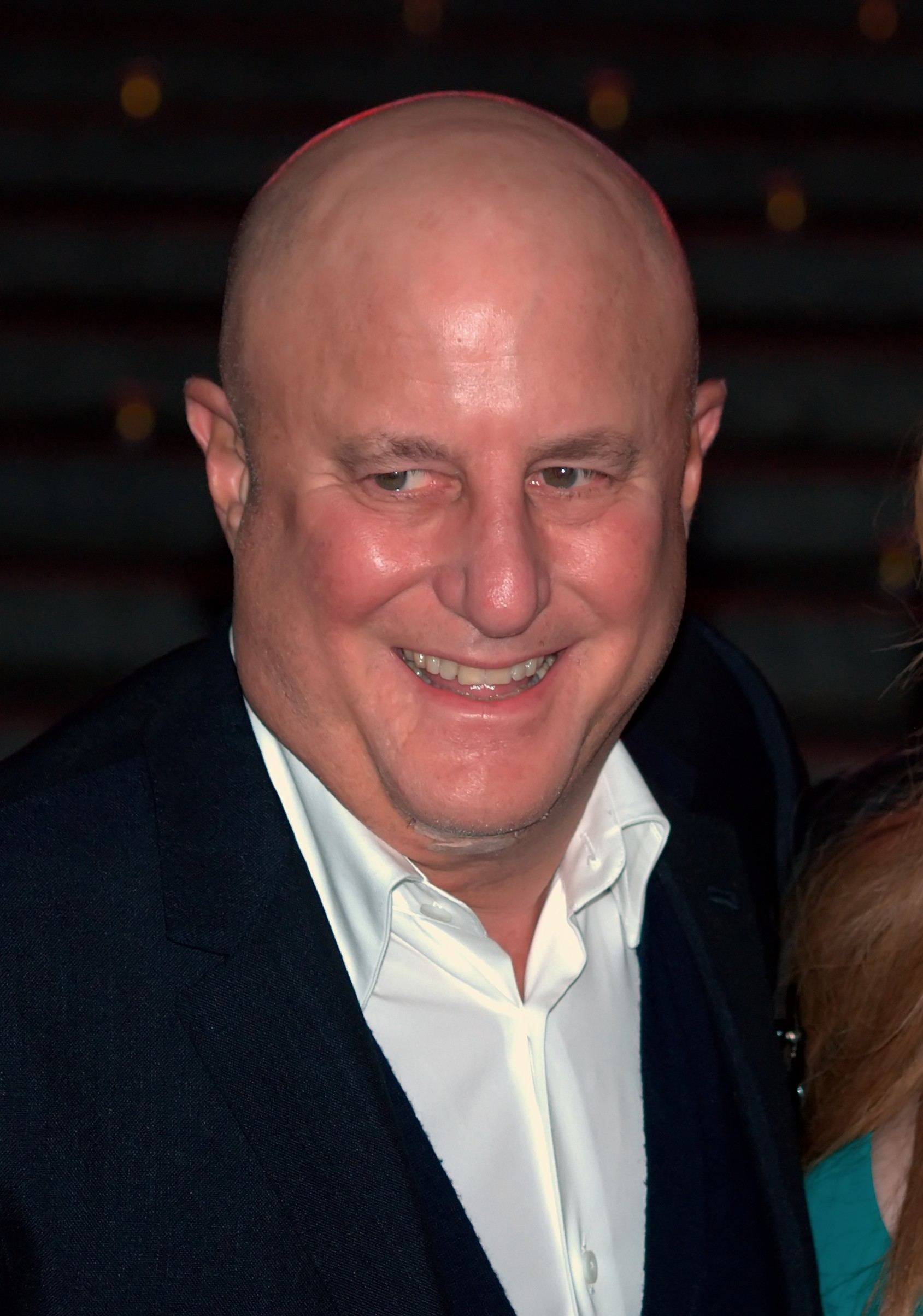
Perelman, 2009

Ronald Owen Perelman (* 1. Januar 1943 in Greensboro, North Carolina) ist ein US-amerikanischer Investor, der sein Vermögen mit dem Kauf und Wiederverkauf angeschlagener Konzerne gemacht hat.

## Leben
Perelman investierte über seine Investmentholding MacAndrews & Forbes bisher in Unternehmen unter anderem folgender Branchen: Lebensmittel, Tabakwaren, Kosmetik, Automobil, Banken, Fotografie, TV, Camping, Sicherheit, Lotterie, Schmuck und Comics.
Er ist in fünfter Ehe verheiratet, ist praktizierender orthodoxer Jude und hat auf Geschäftsreisen immer einen von ihm bezahlten Minjan, also eine aus mindestens 10 Personen bestehende Betgemeinde, mit dabei, auch auf Flügen. Nach ihm ist das Performing Arts Center am World Trade Center im neuen World Trade Center in New York City benannt.

## Vermögen
Ronald Perelman ist Multi-Milliardär. Gemäß der Forbes-Liste 2015 beträgt sein Vermögen ca. 14,5 Milliarden US-Dollar. Damit belegt er Platz 69 auf der Forbes-Liste der reichsten Menschen der Welt.